# Somatochlora whitehousei
Somatochlora whitehousei – gatunek ważki z rodziny szklarkowatych (Corduliidae). Występuje na terenie Ameryki Północnej.